# 姨妈的后现代生活 (电影)
《姨妈的后现代生活》是2007年公映的香港电影，根据燕燕所写的同名小说《姨妈的后现代生活》改编，该片讲述的是一个上海女性在生活中遭遇的种种故事。本片由香港新浪潮導演許鞍華執導，日本知名作曲家久石讓負責電影配樂，獲第43屆金馬獎三項提名，並獲香港電影評論學會大獎三項大獎；斯琴高娃亦憑《姨媽的後現代生活》獲得第27屆香港電影金像獎最佳女主角。

## 劇情概要
姨媽暑假幫忙照顧妹妹的小孩，結果外甥搞失蹤，玩綁票。姨媽路見不平，撿回個苦命媽媽，沒想到是個女騙子。姨媽清白自持，一碰上愛情就全亂了套，人財兩失，丟了所有積蓄。姨媽走天橋摔斷了腿，久未蒙面的女兒終於露臉。

## 人物介紹
| 角色   | 演員     | 備註 |
| 姨媽   | 斯琴高娃 | 孤家寡人獨居上海公寓，大學畢業，自視甚高，急公好義，克勤克儉。據鄰居水太太表示，她有一個「住在美國」的女兒。 |
| 潘知常 | 周潤發   | 滿腹詩文，風流倜儻，京劇票友，在公園唱曲時與姨媽相識，獨自一人住在一棟大房子裡。                             |
| 水太太 | 盧燕     | 姨媽的隔壁鄰居，養貓作伴，閒來無事喜歡上門閒嗑牙，展示她的新假髮。                                           |
| 寬寬   | 關文碩   | 姨媽的外甥，古靈精怪，愛搞失蹤，為了幫助網友，大玩綁票遊戲。                                                 |
| 飛飛   | 王子文   | 寬寬的網友，雙親離異，從小被外婆帶大，小時候因為外婆一時失手，半張臉燒傷毀了容。                             |
| 金永花 | 史可     | 姨媽在麵攤認識的外地女工，有個身染重病的小女兒。                                                             |
| 劉大凡 | 趙薇     | 姨媽的闺女，餐廳廚師，一心嚮往到國外留學。                                                                   |

## 幕後花絮
《姨媽的後現代生活》原著作者燕燕跟電影編劇李檣是朋友，這個故事是燕燕的姊姊的朋友的真人真事，準備以這個題材寫劇本時，燕燕則表示希望寫成小說，於是劇本與小說雙頭並進，導演許鞍華接受專訪時指出：「其實這個戲的概念不是改編，是個材料，然後我們再回頭看小說，小說跟劇本同時進行，基本上是兩回事，李檣的劇本是先有幾個人物基礎，然後再重新創作。像金姨和飛飛都是李檣想出來的，潘知常也是虛虛實實，由另一個原型搞出來的，姨媽反而比較接近小說，寬寬也是。」，潘知常原本是姨媽的男朋友，收集金蓮小鞋，而姨媽則是京劇評論家，兩人在京劇票友聚會的場合相識，後來一起投資，一起受騙，感情就無疾而終了。
本片後製是在泰國完成，影片中各個段落分別使用不同的色調處理，導演許鞍華表示：「我們的畫面不太寫實，有寫實的基礎，可是顏色等方面又有點誇張，我想一開始把觀眾拉開一點，像看動畫，慢慢再回到戲裡來。一開始是有點抽離，但抽離的原意是讓人以後更投入。」，這種「段落式色調處理」的製作成本遠高於常規製作。
電影配樂久石讓的工作態度嚴謹，製片二勇託人將許鞍華和李檣的履歷及劇本拿給久石讓，經過面試以及現場探班之後，這位日本知名作曲家才同意為《姨媽的後現代生活》配樂，本片第一個版本長達三個半小時，久石讓要求將這個初剪版本全部配上日文字幕，才開始構思，依主題分階段進行配樂，條理井然，後來許鞍華將沒有配樂的部份剪掉，多次剪輯，剪成現在這個將近兩個小時的版本。
本片原本預計在2006年12月上映，最後因為大陸方面顧及其它因素，才延到2007年3月2日在台灣公開放映。

## 奖项与提名
| 年份 | 颁奖典礼                 | 奖项             | 作品           | 结果 |
| ---- | ------------------------ | ---------------- | -------------- | ---- |
| 2006 | 第43届金马奖             | 最佳女主角       | 斯琴高娃       | 提名 |
| 2006 | 第43届金马奖             | 最佳女配角       | 赵薇           | 提名 |
| 2006 | 第43届金马奖             | 最佳改编剧本     | 李樯           | 提名 |
| 2007 | 第14届北京大学生电影节   | 最佳女演员       | 斯琴高娃       | 獲獎 |
| 2007 | 第14届北京大学生电影节   | 最受欢迎女演员   | 赵薇           | 獲獎 |
| 2007 | 第16届上海影评人奖       | 最佳女演员       | 斯琴高娃       | 獲獎 |
| 2007 | 第16届上海影评人奖       | 十佳华语片       | 不適用         | 獲獎 |
| 2007 | 第12届香港电影金紫荆奖   | 最佳导演         | 许鞍华         | 提名 |
| 2007 | 第12届香港电影金紫荆奖   | 最佳编剧         | 李樯           | 提名 |
| 2007 | 第38屆印度国际电影节     | 金孔雀奖         | 不適用         | 提名 |
| 2008 | 第14届香港电影评论学会奖 | 最佳電影         | 不適用         | 獲獎 |
| 2008 | 第14届香港电影评论学会奖 | 最佳导演         | 许鞍华         | 獲獎 |
| 2008 | 第14届香港电影评论学会奖 | 最佳編劇         | 李檣           | 提名 |
| 2008 | 第14届香港电影评论学会奖 | 最佳男演員       | 周潤發         | 提名 |
| 2008 | 第14届香港电影评论学会奖 | 最佳女演员       | 斯琴高娃       | 獲獎 |
| 2008 | 第27届香港电影金像奖     | 最佳電影         | 不適用         | 提名 |
| 2008 | 第27届香港电影金像奖     | 最佳导演         | 许鞍华         | 提名 |
| 2008 | 第27届香港电影金像奖     | 最佳编剧         | 李樯           | 提名 |
| 2008 | 第27届香港电影金像奖     | 最佳女主角       | 斯琴高娃       | 獲獎 |
| 2008 | 第27届香港电影金像奖     | 最佳男配角       | 周润发         | 提名 |
| 2008 | 第27届香港电影金像奖     | 最佳女配角       | 赵薇           | 提名 |
| 2008 | 第27届香港电影金像奖     | 最佳摄影         | 关本良、余力为 | 提名 |
| 2008 | 第27届香港电影金像奖     | 最佳服裝造型設計 | 馬煜韜         | 提名 |
| 2008 | 第27届香港电影金像奖     | 最佳原創電影音樂 | 久石让         | 獲獎 |
| 2008 | 第8届华语电影传媒大奖    | 最佳電影         | 不適用         | 提名 |
| 2008 | 第8届华语电影传媒大奖    | 最佳导演         | 许鞍华         | 獲獎 |
| 2008 | 第8届华语电影传媒大奖    | 最佳編劇         | 李檣           | 提名 |
| 2008 | 第8届华语电影传媒大奖    | 最佳女主角       | 斯琴高娃       | 提名 |
| 2008 | 第8届华语电影传媒大奖    | 最佳女配角       | 赵薇           | 提名 |
| 2008 | 第8届华语电影传媒大奖    | 最佳女配角       | 盧燕           | 提名 |

## 各界反應
《姨媽的後現代生活》在香港試映後，觀眾反映熱烈，現場掌聲不斷，頗受好評，可惜叫好不叫座，在大陸地區新春檔次的好萊塢與香港大片餘威猶存，僧多粥少，導致本片放映厅數過少，公映10天票房只有500萬人民幣。在台灣也是票房慘淡，直到第14天台北票房才突破百萬新台幣。本片並且引起部份東北影迷的不滿，認為姨媽在東北的生活有醜化東北人之嫌。